# Brisbane Bullets
Els Brisbane Bullets són un equip professional de bàsquet que va competir en la National Basketball League (NBL) d'Austràlia de 1979 a 2008, i que va tornar a la lliga en 2016.

## Jugadors notables
- Stephen Black
- Dillon Boucher
- /  Craig Bradshaw
- /  Cal Bruton
- /  C. J. Bruton
- /  Ebi Ere
- Adam Gibson
- Shane Heal
- /  Leroy Loggins
- Sam Mackinnon
- Ron Radliff
- /  Derek Rucker
- Larry Sengstock
- Steve Woodberry